# Fotbal Club Cahul-2005
Il Fotbal Club Cahul-2005 è una società calcistica moldava di Cahul, fondata nel 1980. Milita nella Divizia A, la seconda serie del campionato moldavo di calcio.
Ha partecipato ad una edizione della Divizia Națională, massima serie del campionato nazionale.

## Storia
Il club fu fondato nel 1980 come FC Cahul e disputò i campionati regionali moldavi fino all'indipendenza dall'Unione Sovietica.
Prese parte al primo campionato di seconda divisione ottenendo la promozione in Divizia Națională. Il campionato 1992-1993 fu l'unico disputato il massima serie, al termine della stagione fu nuovamente retrocesso in Divizia A.
Nel 2005 cambiò nome in Cahul-2005 continuando a disputare campionati tra la seconda e la terza serie nazionale.

## Palmarès

### Competizioni nazionali
- Divizia B: 4

2006-2007, 2012-2013, 2014-2015, 2016-2017

### Altri piazzamenti
- Coppa di Moldavia:

Semifinalista: 1992
- Divizia A (calcio Moldavia):

Secondo posto: 2020-2021